# Laurence Olivier
Laurence Kerr Olivier, baron Olivier (ur. 22 maja 1907 w Dorking, zm. 11 lipca 1989 w Steyning) – angielski aktor, zdobył światową sławę dzięki rolom bohaterów szekspirowskich w teatrze i filmie, reżyser teatralny, producent. American Film Institute umieścił go na 14. miejscu na liście największych aktorów wszech czasów (The 50 Greatest American Screen Legends).
W 1949 nagrodzony dwukrotnie Oscarem za film Hamlet w kat. „najlepszy film” i „najlepsza rola męska”, a w 1978 Oscarem honorowym za całokształt pracy aktorskiej.
Określany często największym aktorem szekspirowskim epoki. Za osiągnięcia teatralne Elżbieta II nadała mu tytuł „Sir”. Wieloletni dyrektor Teatru Narodowego w Londynie.
Jeden z pretendentów do roli Vito Corleone w Ojcu chrzestnym, której przyjęcia odmówił z powodów zdrowotnych i ostatecznie przyjął ją Marlon Brando.
Wystąpił w ponad 100 filmach, z których wiele mogło poszczycić się wysokimi pozycjami w zestawieniach amerykańskiego box office’u.

## Życiorys
Urodził się w Dorking, w hrabstwie Surrey, jako najmłodszy z trojga dzieci Agnes Louise (z domu Crookenden; 1871–1920) i Gerarda Kerra Oliviera (1869–1939). Miał dwoje starszego rodzeństwa: siostrę Sybille (1901–1989) i brata Gerarda Dacresa „Dickiego” (1904–1958). Ich prapradziadek wywodził się z francuskich hugenotów. Ojciec Laurence’a rozpoczął karierę jako nauczyciel, ale po ukończeniu 30 lat odkrył silne powołanie zakonne i został wyświęcony na kapłana Kościoła anglikańskiego.
W 1916 został przyjęty do chóru Church of All Saints Choir School w centrum Londynu. W 1917 zachwycił publiczność jako Brutus w szkolnej inscenizacji Juliusz Cezar. Później zdobywał pochwały za role w innych produkcjach uczniowskich – Marii w Wieczorze Trzech Króli (1918) i Katarzyny w Poskromieniu złośnicy (1922). W latach 1920–1924 uczęszczał do St. Edward’s School w Oksfordzie. W 1924 podjął studia aktorskie w Central School of Speech Training and Dramatic Art.

## Życie prywatne
Był trzykrotnie żonaty. 25 lipca 1930 poślubił aktorkę Jill Esmond. Mieli syna Tarquina. 29 stycznia 1940 się rozwiedli. W listopadzie 1936 związał się z Vivien Leigh, z którą ożenił się 31 sierpnia 1940 podczas prywatnej uroczystości w Santa Barbara. Tylko on wiedział o chorobie maniakalno-depresyjnej swojej żony. 6 stycznia 1961 doszło do ich rozwodu, a już 17 marca 1961 poślubił Joan Plowright, z którą miał troje dzieci: Richarda Kerra, Tamsin Agnes Margaret i Julie Kate oraz z którą pozostawał małżeństwem przez 28 lat, aż do swojej śmierci w 1989.
Był biseksualistą. Spotykał się m.in. z Peterem Finchem, Shelley Winters, Noëlem Cowardem, Richardem Burtonem, Johnem Gielgudem, Ivorem Novello, Elissą Landi, Margot Fonteyn, Siegfriedem Sassoonem, Dannym Kaye (1949–1950), Marlonem Brando (1951) i Sarah Miles (1960).

## Filmografia
- 1937: Wyspa w płomieniach (Fire over England) jako Michael Ingolby
- 1939: Wichrowe Wzgórza (Wuthering Heights) jako Heathcliff
- 1940: Rebeka (Rebecca) jako Maxim de Winter
- 1940: Duma i uprzedzenie (Pride and Prejudice) jako Fitzwilliam Darcy
- 1941: Lady Hamilton jako admirał Horatio Nelson
- 1941: 49th Parallel jako Johnnie, traper
- 1944: Henryk V (Henry V) jako Henryk V
- 1948: Hamlet jako Hamlet
- 1952: Siostra Carrie (Carrie) jako George Hurstwood
- 1957: Książę i aktoreczka (The Prince and the Showgirl) jako Charles
- 1960: Spartakus (Spartacus) jako Marek Licyniusz Krassus
- 1966: Chartum (Khartoum) jako Mahdi
- 1968: Romeo i Julia (Romeo and Juliet) jako narrator
- 1968: Trzewiki rybaka (The Shoes of the Fisherman) jako Piotr Kamieniew
- 1969: Bitwa o Anglię (Battle of Britain) jako marszałek lotnictwa sir Hugh Dowding
- 1969: David Copperfield (TV) jako pan Creakle
- 1971: Mikołaj i Aleksandra (Nicholas and Alexandra) jako hrabia Siergiej Witte
- 1972: Detektyw (Sleuth) jako Andrew Wyke
- 1976: Maratończyk (The Marathon Man) jako Christian Szell
- 1976: Obsesja Sherlocka Holmesa (The Seven-Per-Cent Solution) jako prof. James Moriarty
- 1977: O jeden most za daleko (A Bridge Too Far) jako dr Jan Spaander
- 1977: Jezus z Nazaretu (Jesus of Nazareth, TV) jako Nikodem
- 1978: Betsy (The Betsy) jako Loren Hardeman Sr.
- 1978: Chłopcy z Brazylii (The Boys from Brazil) jako Ezra Lieberman
- 1979: Mały romans (A Little Romance) jako Julius Edmond Santorin
- 1979: Dracula jako prof. Abraham Van Helsing
- 1981: Zmierzch tytanów (Clash of the Titans) jako Zeus
- 1983: Człowiek zagadka (The Jigsaw Man) jako admirał Sir Gerald Scaith
- 1984: Bunt na Bounty (The Bounty) jako admirał Hood
- 1985: Dzikie gęsi 2 (Wild Geese II) jako Rudolf Hess
- 1986: Piotr Wielki (Peter the Great, TV) jako Wilhelm III Orański
- 2004: Sky Kapitan i świat jutra (Sky Captain and the World of Tomorrow) jako dr Totenkopf (zdjęcia archiwalne)

## Nagrody
- Nagroda Akademii Filmowej Oscar Honorowy: 1979 Najlepszy aktor pierwszoplanowy: 1948 Hamlet Najlepszy film: 1948 Hamlet Oscar Honorowy: 1947 Henryk V
- Złoty Glob Nagroda im. Cecila B. DeMille’a: 1983 Najlepszy aktor drugoplanowy: 1976 Maratończyk Najlepszy aktor w filmie dramatycznym: 1948 Hamlet
- Nagroda BAFTA Nagroda Honorowa: 1977 Najlepszy aktor drugoplanowy: 1969 Och! Co za urocza wojenka Najlepszy aktor brytyjski: 1955 Ryszard III
- Nagroda Emmy Najlepszy aktor: 1960, 1973, 1975, 1984 Najlepszy aktor drugoplanowy: 1982
- Złota Malina Najgorszy aktor: 1982 Inchon
- Nagroda na MFF w Berlinie Srebrny Niedźwiedź dla najlepszego aktora: 1955 Ryszard III